# Індепенденс (Вірджинія)
Індепенденс (англ. Independence) — місто (англ. town) в США, в окрузі Грейсон штату Вірджинія. Населення — 1011 особа (2020).

## Географія
Індепенденс розташований за координатами 36°37′40″ пн. ш. 81°9′2″ зх. д. / 36.62778° пн. ш. 81.15056° зх. д. (36.627907, -81.150619).  За даними Бюро перепису населення США в 2010 році місто мало площу 6,08 км², з яких 6,07 км² — суходіл та 0,01 км² — водойми.

## Демографія
Згідно з переписом 2010 року, у місті мешкало 947 осіб у 442 домогосподарствах у складі 208 родин. Густота населення становила 156 осіб/км².  Було 534 помешкання (88/км²).
Расовий склад населення:
| - 87,1 % — білих - 8,1 % — чорних або афроамериканців - 0,5 % — корінних американців - 2,1 % — осіб інших рас |

До двох чи більше рас належало 2,1 %. Частка іспаномовних становила 4,8 % від усіх жителів.
За віковим діапазоном населення розподілялося таким чином: 16,2 % — особи молодші 18 років, 51,2 % — особи у віці 18—64 років, 32,6 % — особи у віці 65 років та старші. Медіана віку мешканця становила 50,9 року. На 100 осіб жіночої статі у місті припадало 81,8 чоловіків;  на 100 жінок у віці від 18 років та старших — 75,3 чоловіків також старших 18 років.
Середній дохід на одне домашнє господарство  становив 30 325 доларів США (медіана — 18 715), а середній дохід на одну сім'ю — 35 835 доларів (медіана — 27 917). Медіана доходів становила 35 417 доларів для чоловіків та 23 942 долари для жінок. За межею бідності перебувало 35,2 % осіб, у тому числі 46,7 % дітей у віці до 18 років та 21,3 % осіб у віці 65 років та старших.
Цивільне працевлаштоване населення становило 390 осіб. Основні галузі зайнятості: виробництво — 27,2 %, роздрібна торгівля — 17,9 %, освіта, охорона здоров'я та соціальна допомога — 17,7 %.